# Auguste Fernbach
Auguste Fernbach (* 3. Februar 1860 in Paris; † 26. Januar 1939) war ein französischer Biologe und Brauwissenschaftler.

## Leben
Fernbach studierte Naturwissenschaften in Paris, wo er unter anderem in Labor von Charles Adolphe Wurtz arbeitete. Er schloss 1879 das Studium mit dem Bachelor ab. Daraufhin wurde er Assistent an der Naturwissenschaftlichen Fakultät und gleichzeitig Repetitor am Nationalen Institut für Landwirtschaft.
1888 wurde er Assistent am Institut Pasteur, wo er 1889 im Arbeitskreis von Émile Duclaux (1840–1904) promovierte. 1898 gründete er die Zeitschrift Annales de la brasserie et de la distillerie, wo er viele Artikel mit Schwerpunkt auf der industriellen Fermentation veröffentlichte.
Zwischen 1900 und 1935 wurde er Leiter des Instituts für Fermentation, wo er eine Brauereischule gründete.
1910 wurden Auguste Fernbach und Moïse Schoen sowie William Perkins und Charles Weizmann von der Firma Strange & Graham beauftragt, Butanol durch Fermentation herzustellen. 1911 gelang es Fernbach, Butanol und Aceton durch Fermentation aus Kartoffeln herzustellen.
Der Fernbachkolben wurde von Auguste Fernbach entwickelt.
Er ist Ehrenmitglied der Versuchs- und Lehranstalt für Brauerei in Berlin.